# Sarolangun (regentschap)
Sarolangun is een regentschap (kabupaten) in de provincie Jambi op 
Sumatra, Indonesië. Het regentschap heeft een oppervlakte van 5166 km² en heeft 245.848 inwoners 
(2010). De hoofdstad van Sarolangun is Sarolangun.
Sarolangun  is onderverdeeld in 10 onderdistricten (kecamatan):
- Air Hitam
- Batang Asai
- Bathin VIII
- Cermin Nan Gadang
- Limun
- Mandiangin
- Pauh
- Pelawan
- Sarolangun
- Singkut